# Dominique Lefebvre (football)
Pour les articles homonymes, voir Dominique Lefèvre (homonymie) et Lefèvre.
Dominique Lefebvre est un footballeur puis entraîneur français né le 4 février 1961 à Valenciennes (Nord). Il a été milieu de terrain à Valenciennes, Nice et Lens.

## Biographie
Formé et révélé dans le club phare de sa ville natale, l'USVA, il devient titulaire de son poste en 1980. Il côtoie alors Roger Milla ou les frères Bruno et Pascal Zaremba. Mais le club valenciennois descend  en Division 2 en 1982. 
Dominique Lefebvre est transféré à l'OGC Nice, également en Division 2, en 1984. Avec les Aiglons, il retourne parmi l'élite un an après, en remportant le classement final du groupe B. 
Il rejoint ensuite le RC Lens. Mais Les Sang et Or descendent en Division 2 en 1989. Dominique Lefebvre finit sa carrière professionnelle au CL Dijon. 
Il joue encore en amateur à l'US Saint-Malo en division 3, club dont il devient l'entraîneur. Il va ensuite à Pleudihen-sur-Rance, avant de s'occuper des 13 ans de Saint-Malo.

## Carrière de joueur
- 1978-1984 :  US Valenciennes-Anzin (Division 1 puis Division 2)
- 1984-1986 :  OGC Nice (Division 2 puis Division 1)
- 1986-1989 :  RC Lens (Division 1)
- 1989-1991 :  CL Dijon (Division 2)[1]

## Carrière d'entraineur
- 1991-2001 :  US Saint-Malo
- 2002-2003 :  Stade Pleudihennais
- 2009-2013 :  US Fremur Fresnaye[2]
- 2013-2014 :  Combourg
- 2021- :  AS Miniac-Morvan[3]

## Palmarès
- Vice-Champion de France D2 en 1985 avec l'OGC Nice

## Sources
- Col., Football 81, Les Cahiers de l'Équipe, 1980, cf. page 44.
- Col., Football 89, numéro spécial de l'Équipe, 1988, cf. page 15.